# マッケンジー・ベルナドー
マッケンジー・ベルナドー（Mackenzy Bernadeau 1986年1月3日- ）はマサチューセッツ州ウォルサム出身のアメリカンフットボール選手。現在NFLのニューオーリンズ・セインツに所属している。ポジションはガード。

## 経歴
地元ウォーザンにあるベントリー大学に進学、37試合で左ガード、左タックルとして先発出場した。2年次には左タックルとして全10試合で先発出場した。3年次には全11試合で左タックル、左ガードとして先発出場した。4年次には左ガードとして6試合に先発出場、ひざの負傷でシーズン最後の4試合に欠場した。この年、アメリカンフットボールコーチ協会からオールアメリカンに選ばれた。3年次、4年次にはノースイースト10カンファレンスの最優秀オフェンスラインマンに選ばれた。
2008年のNFLドラフト7巡でカロライナ・パンサーズに指名された。ノースイースト10カンファレンスからドラフト指名されたのは、彼が初めてであった。またベントリー大学からNFLドラフト指名を受けたのは史上2人目で、ロースターに残ったのは彼が初めてであった。
2009年、全16試合に出場、タックルのジョーダン・グロスがシーズン絶望となる怪我を負ったことから、シーズン最後の7試合で左ガードとして先発出場した。
2010年、開幕から5試合で右ガードとして先発、トラベル・ワートンが爪先の負傷でシーズン絶望となった後、シーズン最後の7試合で左ガードとして先発するなど、全16試合に出場した。
2011年、15試合に出場、1試合で左ガードとして先発した。
2012年3月14日、ダラス・カウボーイズと4年間1100万ドルで契約を結んだ。同年5月、でん部の手術を行った。さらに7月にはひざの手術を受けた。チームのオフェンスラインマンで唯一全スナップで出場した。
2013年3月、右肩の手術を受けた。開幕から3試合は先発出場したが、カウボーイズがプロボウラーのブライアン・ウォーターズを獲得したため、控えに回った。ウォーターズが上腕三頭筋を断裂し、シーズン絶望となった後、先発に復帰した。
2014年、ドラフトでザック・マーティンが指名されたため、左ガードにコンバートされたが、先発出場はロナルド・リアリーが欠場した1試合のみでオフェンスラインの3つのポジションの控えを務めた。